# Abdullah ibn Yasin
Abdullah ibn Yasin (Arabisch: عبد الله بن ياسين) (? - 7 juli 1058 of 1059) was de stichter van de Almoraviden (Arabisch: جماعة المرابطين) en hun religieuze leider, tevens was hij ook een islamitische geleerde van de Maliki wetschool.

## Biografie
Abdullah ibn Yasin kwam oorspronkelijk uit de Sousregio in het huidige Marokko, hij was een berber van de Juzala, een sub-stam van de Sanhaja. Hij had jaren lang in Cordoba gestudeerd, om later weer terug te keren naar de Sous om daar met Wajjaj ibn Zalwi te studeren. 
Later in zijn leven besloot hij om naar de Sahara af te reizen om daar de islam te onderwijzen aan de plaatselijke berbers, die niet veel van de islam wisten behalve de geloofsgetuigenis. 
Hij vestigde zich bij de Bani Gudala, hier begon hij met het onderwijzen van de basis van de islam en het rechtzetten van bepaalde fouten en tegenstrijdigheden die aanwezig waren bij deze stam. Hij legde hen bijvoorbeeld uit dat broederschap tussen de moslims een belangrijk fundament is en dat dit niet op basis van ras was, maar op basis van de islam die hen verenigde.
Deze onderwijzing ging in eerste instantie goed, totdat er een machtsverschuiving plaats vond bij de Sanhaja, de Bani Gudala verloor hierdoor een deel van hun macht aan de Bani Lamtuna. Abdullah ibn Yasin keurde de nieuwe leider van de Bani Lamtuna goed, hierdoor verslechterde zijn aanzien bij de Bani Gudala. Nadat een groep van de Bani Gudala zijn huis had aangevallen, was Abdullah ibn Yasin genoodzaakt om te vluchten. 
Hij isoleerde zich met een groep trouwe volgers en creëerde een ribat, een plek waar de studenten werden opgeleid in de religie en waar ze ook militaire training kregen. Deze ribat die slechts uit een aantal tenten bestond, groeide uit tot een bolwerk tegen de agressor, ze kwamen bekend te staan als de Almoraviden. De gemeenschap groeide uiteindelijk uit tot één van de grootse rijken die Noord-Afrika gekend heeft, Abdullah ibn Yasin stierf in het jaar 1059 nadat hij in zijn strijd tegen de Barghwata gewond was geraakt. Hij adviseerde de Almoraviden om verenigd te blijven en had al eerder aangegeven een opvolger te zien in Abu Bakr ibn Umar. Na zijn dood volgende de Almoraviden zijn advies op en werd Abu Bakr ibn Umar de nieuwe leider.

## Historici over Abdullah ibn Yasin
De Arabische historicus Adh Dhahabi zegt over hem:
¨Hij was een geleerde met een sterke persoonlijkheid, een bezitter van inzicht en kon goed omgaan met het handelen van zaken.¨